# Rajko Kozmelj
Rajko Kozmelj, slovenski pravnik, varstvoslovec, * 1. januar 1969, Celje.

## Življenjepis
je magister znanosti s področja mednarodnih, primerjalnih in evropskih državnih študij, pravnik in varstvoslovec. Je udeleženec vojne za Slovenijo. Od svoje prve zaposlitve leta 1989 v kriminalistični policiji je več kot dve desetletji opravljal različne naloge in dolžnosti na področju preprečevanja in zatiranja organiziranega kriminala in terorizma v Republiki Sloveniji.
Pri Evropski komisiji v Bruslju je razvijal EU politike in predloge zakonodajnih aktov na področju notranje varnosti in policijskega sodelovanja ter nadzora nad delom Europola. Na Stalnem predstavništvu Republike Slovenije pri EU v Bruslju je svetoval na področju politik zatiranja organiziranega kriminala in terorizma ter vodil koordinacijo svetovalcev s področja pravosodja in notranjih zadev.
V okviru delovnih teles Sveta EU je razvil Protiteroristično EU iniciativo za območje Zahodnega Balkana (WBCTi), v kateri sodeluje več kot petdeset institucij in agencij EU, OZN in Sveta Evrope ter drugi mednarodni partnerji in regionalni mehanizmi. Izbran je bil za predsedujočega iniciativi WBCTi.
Pri svojem delu v Svetu EU in v tesnem sodelovanju z Evropsko komisijo, ki financira proces, je razvil proces Integrativnega upravljanja notranje varnosti (IISG) v regiji Zahodni Balkan, v katerega so vključeni vsi relevantni mednarodni partnerji in regionalni mehanizmi, aktivni na področju notranje varnosti na Zahodnem Balkanu. Ministri za notranje zadeve držav Zahodnega Balkana in visoki predstavniki EU, OZN ter drugih vključenih mednarodnih partnerjev so ga izvolili za predsedujočega procesu IISG.
Naloge koordinacije pri izbiri in izvajanju prioritet s področja notranje varnosti na Zahodnem Balkanu je opravljal s pomočjo Podporne skupine procesu IISG, ki jo gosti Ženevski center za nadzor nad oboroženimi silami (DCAF), kjer je bil nazadnje zaposlen. S položaja direktorja Sove je odstopil 17.3.2020.

### Direktor SOVE
Vlada Republike Slovenije ga je z 28. septembrom 2018 imenovala za direktorja Slovenske obveščevalno-varnostne agencije. Funkcijo direktorja Sove je prenehal opravljati 14.04.2020, ko ga je Vlada RS po njegovem nepreklicnem pisnem odstopu z dne 17.03.2020 tudi razrešila.